# Осталовицька сільська рада
| Осталовицька сільська рада — колишній орган місцевого самоврядування у Перемишлянському районі Львівської області з адміністративним центром у с. Осталовичі. Історична дата утворення: в 1939 році. Сільській раді підпорядковані населені пункти: - с. Осталовичі - с. Розсохи - с. Утіховичі |

## Склад ради
Рада складається з 16 депутатів та голови.

### Керівний склад ради
| ПІБ                          | Основні відомості                                                                              | Дата обрання | Дата звільнення |
| ---------------------------- | ---------------------------------------------------------------------------------------------- | ------------ | --------------- |
| Мацишин Василь Михайлович    | Сільський голова, 1957 року народження, освіта, член Партії промисловців і підприємців України | 26.03.2006   | 31.10.2010      |
| Митроган Ярослав Олексійович | Сільський голова, 1943 року народження, освіта вища                                            | 31.10.2010   |                 |

Примітка: таблиця складена за даними джерела